# Lipocalin
Lipocaliner er en familie af proteiner, der transporterer små hydrofobe molekyler såsom steroider og andre lipider. Lipocaliner har en fælles struktur omkring en beta-barrel, og de deler en vis sekvenshomologi. 
Lipocaliner har alle en struktur med otte antiparallelle beta-tråde, der omslutter det indre bindingssæde for liganden.
Disse proteiner findes i gramnegative bakterier, i planter, hvirveldyr og hvirvelløse dyr. Lipocaliner deltager i mange biologiske processer, blandt dem immunrespons, feromontransport, prostaglandinsyntese, retinoidbinding og kræft-udvikling.

## Eksempler på lipocaliner
Af eksempler på lipocaliner kan nævnes orosomucoid (alpha-1-acid glycoprotein) og komplementproteinet C8γ, to retinolbindende proteiner og alpha-1-microglobulin, samt nogle kendte lipoproteiner: apolipoprotein D og apolipoprotein M. I alt nævner "The Human Protein Atlas" 18 lipocaliner. 